# Eine Dubarry von heute
Eine Dubarry von heute ist ein deutscher Spielfilm von Alexander Korda aus dem Jahr 1927.

## Handlung
Die hübsche Toinette lebt bei ihrer Tante Julie, die ein Hotel führt. Eines Tages wird Toinette von dem Hotelgast Darius Kerbellan verführt und fast in den Selbstmord getrieben. Der Maler Sillon rettet sie jedoch. Sillon macht Toinette mit einem Pariser Modeschöpfer bekannt und sie erhält Arbeit als Mannequin. In Paris lernt sie auf der Straße König Sandor von Astorra kennen, der sich sogleich in sie verliebt. Sandor hat in seinem Heimatland Astorra politische Probleme. Sein Staat ist fast pleite und Aufständische um den General Padilla bedrohen seine Machtstellung. In Paris sucht er bei dem reichen Cornelius Corbett finanzielle Unterstützung, um sich für den Kampf mit Padilla zu wappnen.
Als Cornelius Corbett dem jungen Paar begegnet, verliebt auch er sich in Toinette. Das Mädchen möchte jedoch nichts von ihm wissen. Der Milliardär Corbett macht Sandor daraufhin ein Angebot. Er würde ihm finanziell aus der Klemme helfen, doch müsse Sandor ihm dafür Toinette überlassen. Sandor weigert sich und reist mit Toinette in seine Heimat Astorra zurück. Corbett beginnt daraufhin mit der Finanzierung der Putschpläne des Generals Padilla. Padillas Putschversuch glückt. Sandor und Toinette kommen ins Gefängnis. Der Thron ist für Sandor verloren. Corbett plagen jedoch Gewissensbisse und er ermöglicht dem Liebespaar nun die Ausreise aus Astorra. Für Toinette und Sandor beginnt ein neues Leben.

## Hintergrund
Die Dreharbeiten fanden zwischen April 1926 und August 1926 in Spanien und an der französischen Riviera statt. Der Film erlebte seine Uraufführung am 24. Januar 1927 im Ufa-Palast am Zoo in Berlin.

## Kritik
Hans Wollenberg schrieb am 25. Januar 1927 in der Lichtbild-Bühne: „Der Film als Ganzes ist eine sehr gepflegte, durch, und durch kultivierte Arbeit. Ein Unterhaltungsfilm, dessen Linie durch seinen noblen Stil, seine brillante Aufmachung und einen stark bewegten Schluß bestimmt ist. Damit ist das Entscheidende über Alexander Kordas Regie bereits gesagt. Ohne eine ausgesprochene oder gar starke Originalität in der Führung und Gestaltung trifft er durchaus einen europäischen, ja internationalen Ton, ist absolut sicher im Geschmacklichen und hat einen wesentlichen Instinkt für das Dekorative und Bildmäßige. In den Revolutionsszenen am Schluß entwickelt er Tempo und Kraft. […] Der Film fand im Ufapalast die beifällige Aufnahme, die ein Werk, das mit viel Könnerschaft, Geschmack, erlesenster Ausstattung und in technischer Vollendung geschaffen ist, verdient.“